# たりないふたり (アルバム)
『たりないふたり』は、2016年1月20日に発売されたCreepy Nutsの1枚目のミニ・アルバム。

## 概要
Creepy Nutsにとって初の作品。アルバムタイトルは山里亮太と若林正恭によるユニット「たりないふたり」へのオマージュ。
「合法的トビ方ノススメ」は、日本のヒップホップシーンではみだし者が多い中で普通な自分達がどう戦っていくかというカウンター精神で書いた曲とR-指定が述べている。
2025年7月には、本作の収録曲「合法的トビ方ノススメ」がBillboard JAPANのストリーミング集計において、総再生回数が1億回を突破していたことが判明した。

## 収録内容
| 全作詞: R−指定。 |                                  |           |           |        |      |
| #                | タイトル                         | 作詞      | 作曲      | 編曲   | 時間 |
| 1.               | 「合法的トビ方ノススメ」         | R−指定    | DJ松永    |        | 3:58 |
| 2.               | 「みんなちがって、みんないい。」 | R−指定    | DJ松永    |        | 3:47 |
| 3.               | 「爆ぜろ‼︎ feat.MOP of HEAD」     | R−指定    | George    | DJ松永 | 4:12 |
| 4.               | 「中学12年生」                   | R−指定    | DJ松永    |        | 3:25 |
| 5.               | 「たりないふたり」               | R−指定    | DJ松永    |        | 3:49 |
| 合計時間:        | 合計時間:                        | 合計時間: | 合計時間: | 19:13  |      |

## タイアップ
合法的トビ方ノススメ
YouTube配信ドラマ『東京♡ヴァージン』主題歌